# Molí del Jaume Joan
El Molí del Jaume Joan és una obra d'Argençola (Anoia) inclosa a l'Inventari del Patrimoni Arquitectònic de Catalunya.

## Descripció
Del molí d'Albarells en queden poques restes. Destaca, però, la basa folrada de pedra de forma el·líptica d'uns 40 metres de llargada per uns 10 metres d'ample. Es troba plena de vegetació i es fa difícil veure el cacau. Pel que fa a l'edifici, resten dempeus quatre parets en estat precari i l'interior és ple de runa del pis superior i la coberta. La vegetació ha envaït la construcció. Es veuen restes de l'estructura del desaigua del molí amb arcs de mig punt orientades cap el riu Anoia que és on anava a parar l'aigua sobrant.

## Història
Sembla que la primera menció d'un molí paperer de Catalunya fa referència al molí d'Albarells.
Durant el segle xii aquest molí depengué del castell d'Albarells. Hi ha notícies que el 1343 el molí era propietat del monestir de Montserrat.
Com d'altres molins va passar a convertir-se en molí fariner, tal com ens indica una mola que es conserva a l'interior.